# Ешланд Хајтс (Јужна Дакота)
Ешланд Хајтс (енгл. Ashland Heights) насељено је место без административног статуса у америчкој савезној држави Јужна Дакота.

## Демографија
По попису из 2010. године број становника је 754, што је 83 (-9,9%) становника мање него 2000. године.
| Група             | 2000.       | 2010.       |
| Белци             | 716 (85,5%) | 639 (84,7%) |
| Афроамериканци    | 12 (1,4%)   | 12 (1,6%)   |
| Азијати           | 4 (0,5%)    | 2 (0,3%)    |
| Хиспаноамериканци | 21 (2,5%)   | 22 (2,9%)   |
| Укупно            | 837         | 754         |